# Арнсгеројт
Арнсгеројт (њем. Arnsgereuth) општина је у њемачкој савезној држави Тирингија. Једно је од 39 општинских средишта округа Залфелд-Рудолштат. Према процјени из 2010. у општини је живјело 252 становника. Посједује регионалну шифру (AGS) 16073004.

## Географски и демографски подаци
Арнсгеројт се налази у савезној држави Тирингија у округу Залфелд-Рудолштат. Општина се налази на надморској висини од 590 метара. Површина општине износи 4,0 km². У самом мјесту је, према процјени из 2010. године, живјело 252 становника. Просјечна густина становништва износи 63 становника/km².